# Cimenteng (Curugkembar)
Cimenteng is een bestuurslaag in het regentschap Sukabumi van de provincie West-Java, Indonesië. Cimenteng telt 5533 inwoners (volkstelling 2010).